# Чулимски език
Чулимският език е тюркски език, говорен от малобройно население в централен Сибир. Близък е до шорския език и до някои диалекти на хакаския език.
Чулимският език е отмиращ език и е вписан в Червената книга на изчезващите езици на ЮНЕСКО. Вероятно ще изчезне през следващите 25 години. От 426 чулимци свободно го владеят едва 35-40 души, като най-младият от тях е на повече от 50 години. Младежите почти не владеят езика.
Чулимският език няма писменост и никога не е имало обучение на него.